# Bílkovice
Bílkovice település Csehországban, a Benešovi járásban. Bílkovice Radošovice, Struhařov, Divišov, Chotýšany, Litichovice, Slověnice és Třebešice településekkel határos. Lakosainak száma 217 fő (2024. január 1.).

## Népesség
A település lakosságának változását az alábbi diagram mutatja:
| Lakosok száma | 589  | 510  | 462  | 342  | 247  | 196  | 209  | 214  | 231  | 217  |
|               | 1869 | 1900 | 1921 | 1961 | 1980 | 2011 | 2016 | 2019 | 2021 | 2024 |